# Sovodenj, Koroška
Sovodenj (nemško Gmünd) je mesto z okoli 1.500 prebivalci in občina z okoli 5.000 ljudmi v okraju Špital ob Dravi na Avstrijskem Koroškem.

## Geografija
Sovodenj leži na sotočju rek Malte in Lieser na pomembni povezavi sever-jug čez Alpe, ki jih zdaj prečka Turska avtocesta (A 10). Območje današnjega mesta se razteza proti zahodu ob vznožju narodnega parka Hohe Tauern, na jugovzhodnem robu skupine Ankogel in na vzhodu ob narodnem parku Nockberge. Na zahodu dolina Malte vodi do jezu Kölnbrein. Na vzhodu Gmünd meji na Krems v Krških Alpah.

### Upravna ureditev
Občina je razdeljena na tri katastrske občine, ki nimajo upravnih pristojnosti: Gmünd, Kreuschlach in Landfrass. Seznam pripadajočih vasi s številom prebivalstva po podatkih iz leta 2001:
| - Burgwiese (16) - Gmünd (1,547) - Grünleiten (15) - Karnerau (56) - Landfrass (216) - Moos (20) - Moostratte (94) | - Oberbuch (27) - Oberkreuschlach (65) - Perau (98) - Platz (37) - Treffenboden (245) - Unterbuch (108) - Unterkreuschlach (61) |

## Zgodovina
Od rimske ceste Via Julia Augusta po dolini Drave, se je v Seebodnu ob jezeru Millstatt odcepila cesta proti Iuvavumu, zdaj Salzburg in skozi današnji Sovodenj verjetno vodila v Moosham (Immurium). Na območju Sovodnja se torej predvideva cestna postaja, od koder vodi pot Säumerweg skozi Maltatal v Grossarl do Salzburga. Ime postaje ob cesti ni znano. V itinerariju Antonini (rimski seznam cest) manjkajo podatki za Dravo in Liesertal; verjetno niso ohranjeni. Novi premisleki o poteku ceste Via Julia Augusta v današnjem Greifenburgu / Radlachu na cestni postaji Bilachium in z XXVIII m. p. (Rimske milje) = 41,5 km do Gmünda ali XXIII m. p. = 34 km od Gmünda do Mooshama (preko Laussnitzhöhe) cestne postaje, iz katere bi se lahko razvil današnji Gmünd.
Sovodenj je nastal v 11. ali 12. stoletju kot del salzburške nadškofije za zaščito prelaza Katschberg pred koroškim vojvodstvom. Domnevno ga je ustanovil nadškof Eberhard von Regensberg (vladal 1200-1246), Sovodenj pa je bil prvič dokumentiran leta 1252. Leta 1273 se je mesto omenjalo kot naškofijski trg in dvorec posestva (forum et civitas). Leta 1346 je Sovodenj dobil mestne pravice in je po Brežah drugo najstarejše izpričano srednjeveško mesto na Koroškem.
Lodronsko posest Gmünd na Koroškem in Sommeregg je po letu 1691 vodil približno 20 let Georg Franz Ebenhoch von Hocheneben, nekoč grofov oskrbnik iz posestva Passauer Vichtenstein.
Leta 1773 je okrajno sodišče Sovodenj mučilo in sodilo zastrupljevalki Evi Faschaunerin, zadnji žrtvi inkvizicije na območji današnje Avstrije.
Zaradi nastanka Sovodnja kot trgovskega mesta na poti iz Salzburga v severno Italijo je vredno obiskati majhno srednjeveško staro mesto. Kot ostanek tega časa se v Liesertalu govori med domačimi prebivalci še salzburško in ne koroško narečje, zlasti v najvišjem delu Liesertala, Katschtalu.
Ferdinand Porsche je premestil proizvodni obrat svojega podjetja Porsche tik pred koncem druge svetovne vojne maja 1945 v Sovodenj, ki ga je vojna malo ogrozila. V Porsche-Werk Gmünd so bili narejeni prvi modeli Porscheja 356 in zasnova modela 356 No. 1 Roadster, narejeni do leta 1950. V spomin na ta čas od leta 1982 v Gmündu na Koroškem obstaja muzej avtomobilov Porsche.

## Znamenitosti

### Stavbe
- Stari grad (grad Gmünd)
- Novi grad (grad Lodron)
- utrdba
- župnija
- Karner
- Nekdanja Antoniusova bolnišnica
- Nekdanja, od leta 1286 znana župnijska cerkev svetega Pankracija; od požara leta 1792 kot garažna hiša
- Razdeljena cerkev v Kreuzbichlu
- Cerkev v Oberbuchu
- Cerkev Oberkreuschlach

- Glavni trg
- Grad Lodron
- Župnijska cerkev  Marije vnebovzete
- Razdeljena cerkev v Kreuzbichlu
- Notranjost Pankracijeve cerkve

### Muzeji
- Narodni muzej Eve Faschaunerin
- Pankratium ("Hiša začudenja") v bolnišnici Antonius
- Porsche Automuseum Gmünd

## Pobratena mesta
- Osnabrück, Nemčija od leta 1971